# 2011 год в Канаде
2011 год в истории Канады.

## События с датами

### Январь
- 1 января — налог с продаж в Квебеке (QST) увеличился на 1 % и достиг 8,5 %.
- 21 января — сильный шторм обрушился на Приморские провинции. В результате три человека погибло, многие остались без электроснабжения[1].
- 24 января — после сильного снегопада в Квебеке было зафиксировано рекордное потребление электроэнергии[2].
- 25 января — Эд Стельмах, премьер-министр Альберты, объявил что не будет участвовать в следующих выборах в законодательное собрание провинции.

### Февраль
- 8 февраля — около 1500 правительственных юристов в Квебеке устроили забастовку, требуя увеличения зарплаты на 40 % и лучших условий труда[3].
- 19 февраля — взрыв на Трансканадском газопроводе стал причиной временной эвакуации населённого пункта Beardmore в Онтарио[4].

### Март

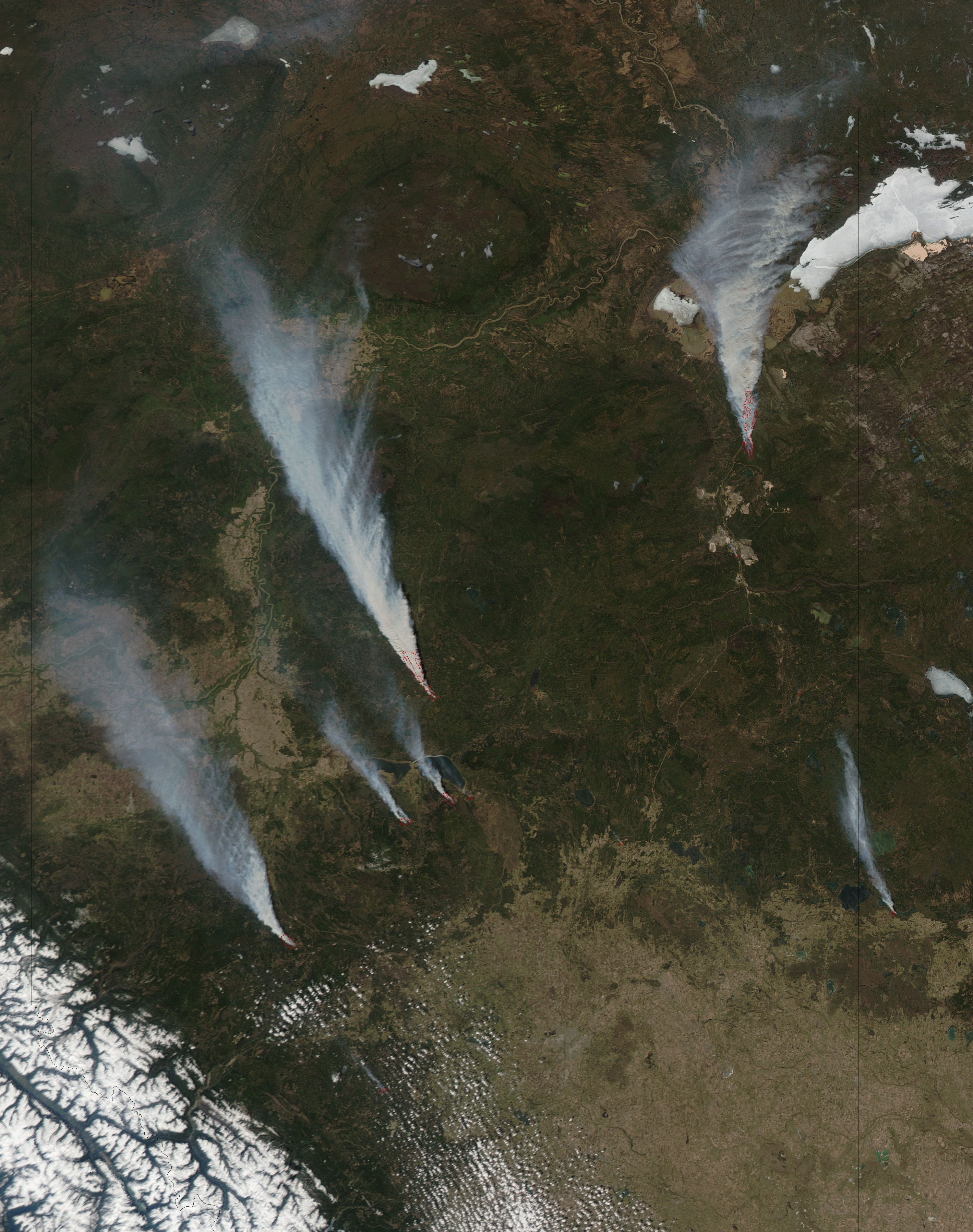
Пожары в Альберте 16 мая на снимке НАСА

- 2 марта — сильный ветер со скоростью 140 км в час обрушился на Британскую Колумбию. 55 тысяч человек остались без электроснабжения[5].
- 14 марта — Кристи Кларк стала премьер-министром Британской Колумбии.
- 25 марта — правительство Стивена Харпера получило вотум недоверия от оппозиции[6].

### Апрель
- 12 апреля — Англоязычные дебаты для лидеров федеральных партий[7]
- 13 апреля — Франкоязычные дебаты для лидеров федеральных партий

- 27 апреля — Деннис Фенти, премьер-министр Юкона, объявил о выходе на пенсию[8].

### Май
- 2 мая — Парламентские выборы в Канаде.
- 5 мая — к ликвидации последствий наводнения на реке Richelieu в Квебеке привлечены военные[9].
- 10 мая — статистическая служба Канады объявила о начале переписи населения[10].
- 15 — 16 мая — в результате пожара было уничтожено 40 % населённого пункта Slave Lake на севере Альберты[11].

### Июнь

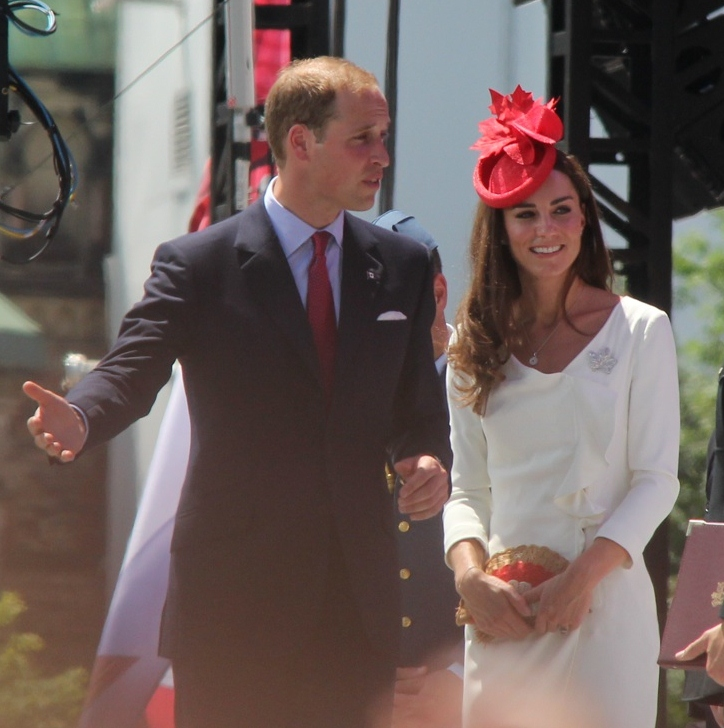
Герцог и герцогиня Кембриджские в Оттаве

- 2 июня — началась забастовка работников почтовой службы Canada Post.
- 11 июня — премьер-министром Юкона стал Даррел Паслоски.
- 12 июня — в Монреале состоялась гонка Формулы-1, Гран-при Канады. Победу одержал Дженсон Баттон.
- 13 июня — 5 августа — референдум в Британской Колумбии по возврату к старой системе налога с продаж. Было возвращено разделение на провинциальный налог и налог на товар.
- 15 июня — беспорядки в Ванкувере после поражения Ванкувер Кэнакс в финальной серии Кубка Стэнли.
- 30 июня — 7 июля — турне по стране принца Уильяма с супругой.

### Июль
- 21 июля — в Восточной Канаде температура поднялась до рекордной отметки. В Торонто было зафиксировано 37,1 °C.
- 25 июля — Джек Лейтон покинул пост лидера оппозиции в канадском парламенте по медицинским причинам.
- 29 июля — закончилась перепись населения[10].

### Август

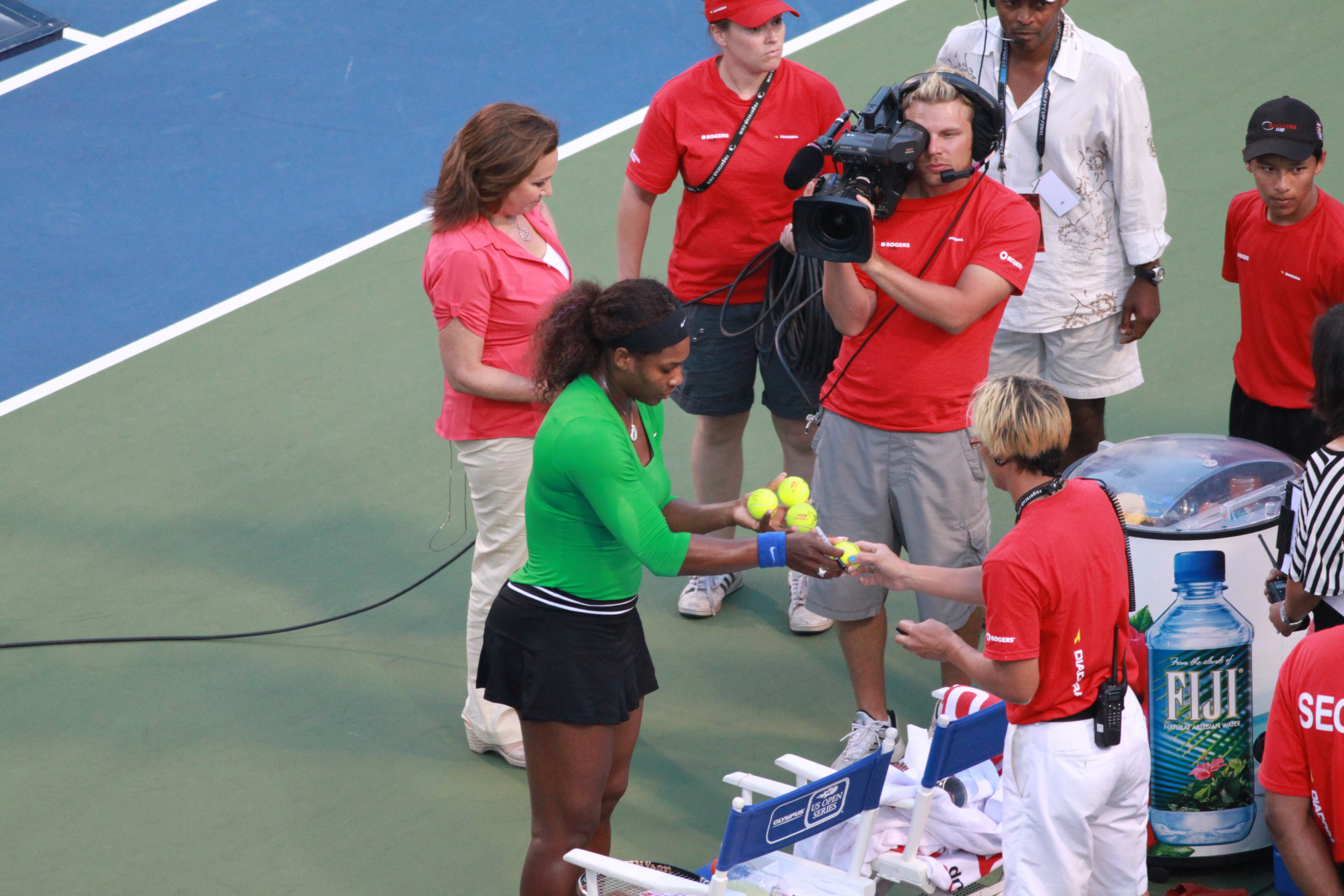
Серена Уильямс после полуфинала

- 1 — 7 августа — в Ванкувере прошёл женский теннисный турнир ITF. Победителем стала Александра Возняк.
- 1 — 7 августа — в Ванкувере прошёл женский теннисный турнир Challenger. Победителем стал Джеймс Уорд.
- 8 — 14 августа — в Торонто прошёл женский теннисный турнир Rogers Cup. Победителем стала Серена Уильямс.
- 8 — 14 августа — в Монреале прошёл мужской теннисный турнир серии Masters Rogers Cup. Победителем стал Новак Джокович.
- 16 августа — произошло переименование различных подразделений вооружённых сил Канады:
  - Командование ВМС Канадских вооружённых сил было переименовано в Королевский Канадский Военно-Морской Флот
  - Командование сухопутных войск Канадских вооружённых сил было переименовано в Армию Канады
  - Командование ВВС канадских вооружённых сил было переименовано в Королевские канадские военно-воздушные силы.
- 20 августа — пассажирское судно First Air Flight 6560 потерпело аварию в 2 км от Резольюта, Нунавут. Из 15 человек на борту 12 погибло, 3 получили ранения.
- 23 августа — землетрясение в американском штате Вирджиния ощущалось на обширной территории от Садбери до Фредериктона.
- 24 августа — опубликована информация о проценте участия в переписи населения. Средний процент по стране — 98,1 %[12].

### Сентябрь

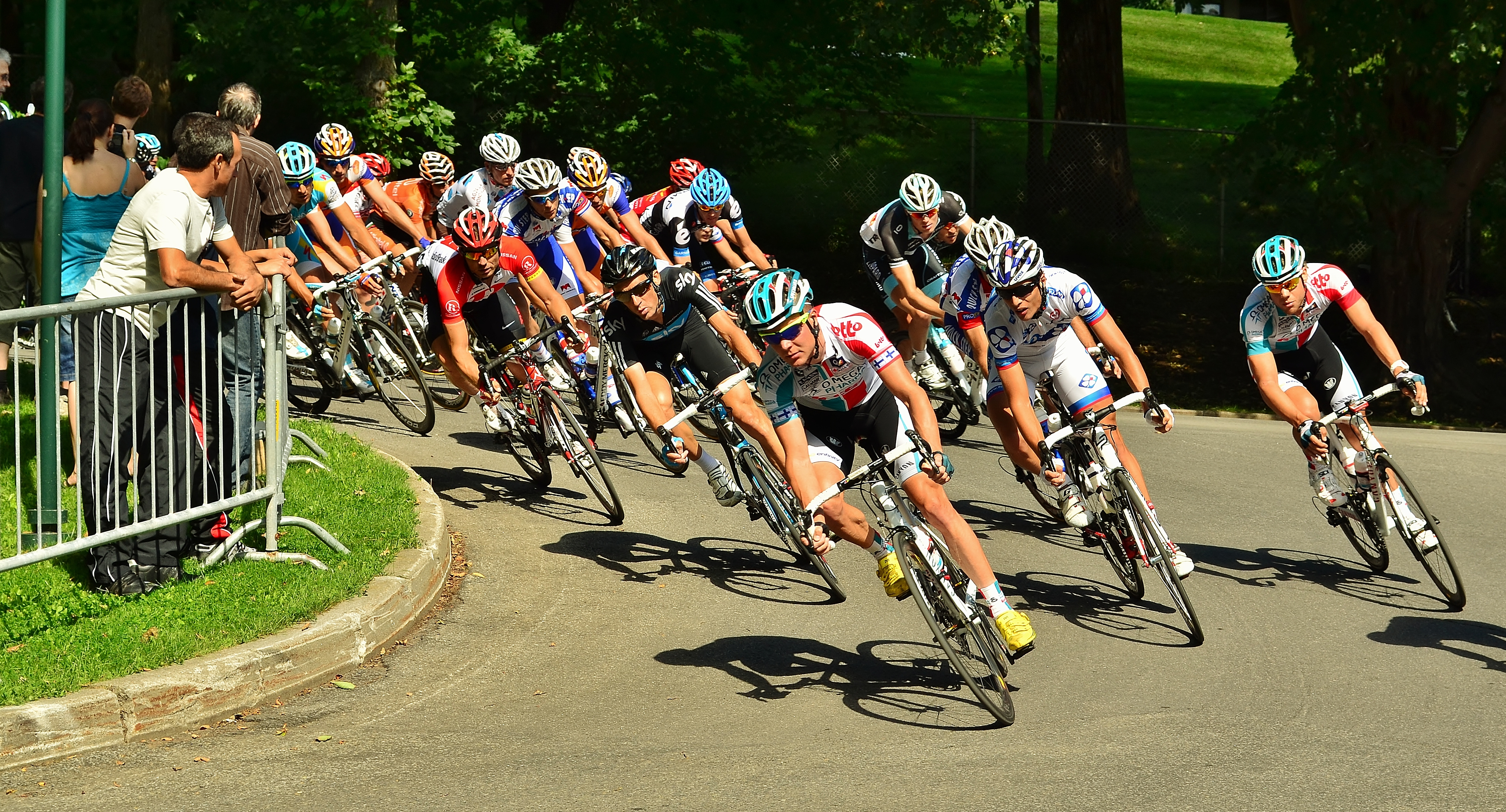
Гран-при Квебека

- 9 сентября — в Британской Колумбии около острова Ванкувер произошло землетрясение магнитудой 6,4[13].
- 9 сентября — в Квебеке прошла однодневная велогонка в составе мирового тура. Гонку выиграл Филипп Жильбер.
- 11 сентября — в Монреале прошла однодневная велогонка в составе мирового тура. Гонку выиграл Руй Кошта.

### Октябрь
- 3 октября — состоялись выборы в законодательное собрание Острова Принца Эдуарда.
- 3 октября — состоялись выборы в законодательное собрание Северо-Западных территорий.
- 4 октября — состоялись выборы в законодательное собрание Манитобы.
- 6 октября — состоялись выборы в законодательное собрание Онтарио.
- 7 октября — Элисон Редфорд стала премьер-министром Альберты.
- 11 октября — состоялись выборы в законодательное собрание Ньюфаундленда и Лабрадора.
- 11 октября — состоялись выборы в законодательное собрание Юкона.
- 26 октября — Боб Маклеод стал премьер-министром Северо-Западных территорий.

### Ноябрь
- 7 ноября — состоялись выборы в законодательное собрание Саскачевана.
- 27 ноября — в Ванкувере состоялись розыгрыш кубка Грея, основного трофея канадской футбольной лиги.

### Декабрь
- 11 декабря — состоялись выборы лидера Квебекского блока
- 26 декабря — 5 января 2012 года — в Калгари и Эдмонтоне прошёл чемпионат мира по хоккею с шайбой среди молодёжных команд 2012. Победителем стала команда Швеции.

## Персоналии

### Верховная власть
- Глава государства (монарх) — королева Елизавета II (консорт — принц Филипп, герцог Эдинбургский)

### Федеральное правительство
- Генерал-губернатор — Дэвид Джонстон (вице-консорт — Шэрон Джонстон
- Премьер-министр — Стивен Харпер

### Комиссары
- Комиссар Юкона — Даг Филипс
- Комиссар Северо-западных территорий — Джордж Таккаро
- Комиссар Нунавута — Эдна Элиас

### Генерал-лейтенанты
- Генерал-лейтенант Альберты — Дональд Этел
- Генерал-лейтенант Британской Колумбии — Стивен Пойнт
- Генерал-лейтенант Манитобы — Филип Ли
- Генерал-лейтенант Нью-Брансуика — Грэйдон Николас
- Генерал-лейтенант Ньюфаундленда и Лабрадора — Джон Кросби
- Генерал-лейтенант Новой Шотландии — Мэйэнн Фрэнсис
- Генерал-лейтенант Онтарио — Дэвид Онлей
- Генерал-лейтенант Острова Принца Эдварда — Барбара Хэйгман
- Генерал-лейтенант Квебека — Пьер Дюше
- Генерал-лейтенант Саскачевана — Гордон Бэрнхарт

### Премьер-министры
- Премьер-министр Альберты — Эд Стельмах
- Премьер-министр Британской Колумбии — Гордон Кэмпбелл
- Премьер-министр Манитобы — Грег Селинджер
- Премьер-министр Нью-Брансуика — Дэвид Олвард
- Премьер-министр Ньюфаундленда и Лабрадора — Кейти Дандердэйл
- Премьер-министр Новой Шотландии — Даррелл Декстер
- Премьер-министр Онтарио — Дальтон Мак-Гуинти
- Премьер-министр Острова Принца Эдварда — Роберт Гиз
- Премьер-министр Квебека — Жан Шаре
- Премьер-министр Саскачевана — Бред Уолл
- Премьер-министр Северо-западных территорий — Флойд Роланд
- Премьер-министр Нунавута — Ева Аариак
- Премьер-министр Юкона — Деннис Фэнти

### Умерли
- 1 января — Брюс Хэллидэй (84 года), физик и политик, депутат парламента от Оксфордского избирательного округа.
- 8 января — Питер Дональдсон (57 лет), актёр.
- 11 января — Марсель Трудель, историк.
- 13 января — Кёрст, Алекс, барабанщик.
- 19 января — Хосе Кусугак, лидер инуитов.
- 29 января — Меган Мак-Нил, певец.
- 16 апреля — Аллан Блейкни (85 лет), премьер-министр Саскачевана (1971—1982).
- 16 июня — Бетти Фокс, мать Терри Фокса (1958—1981) — известного активиста в борьбе с раком.
- 3 августа — Уильям Комманда (97 лет), алгонкинский вождь, кавалер Ордена Канады.
- 22 августа — Джек Лейтон (61 год), лидер оппозиции и лидер Новой демократической партии.
- 7 сентября — Брэд Маккриммон, профессиональный хоккеист, тренер. Погиб в авиакатастрофе под Ярославлем.
- 30 сентября — Ральф Стейнман (68 лет), лауреат нобелевской премии по физиологии и медицине за 2011 год.
- 13 октября — Барбара Кент (104 года), голливудская актриса немого кино, родилась в Альберте.
- 19 ноября — Джон Невилл (86 лет), актёр театра и кино.
- 21 ноября — Коэн, Альберт (97 лет), бизнесмен, офицер Ордена Канады.
- 25 ноября — Фред Этчер (79 лет), хоккеист, серебряный призёр Олимпийских игр 1960 года.
- 14 декабря — Карл-Хайнрих фон Годдек (75 лет), академическая гребля, чемпион Олимпийских игр 1960 года, серебряный призёр игр 1956 и 1964 годов.